# فينتشنزو فلوريو

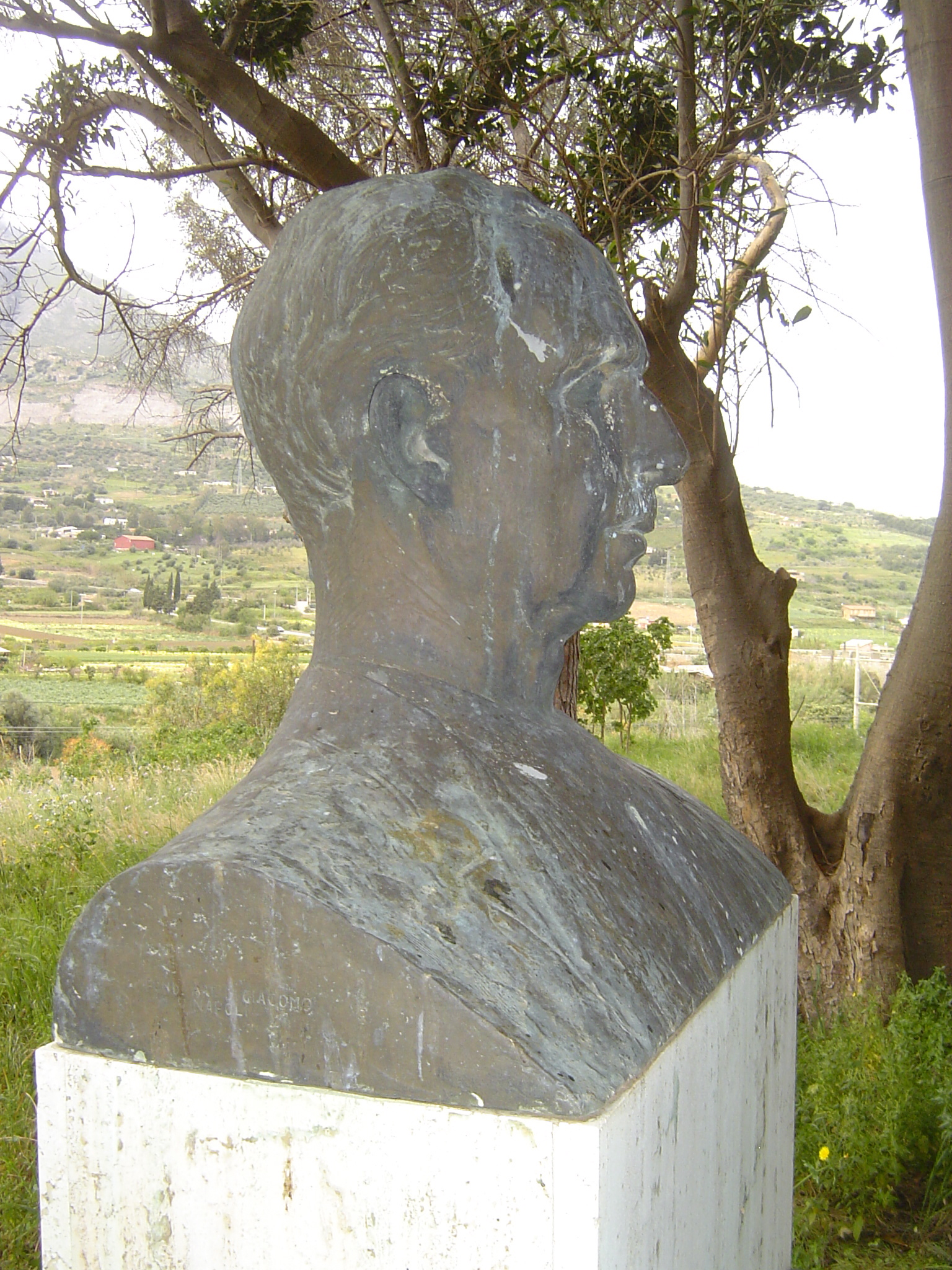
تمثال لفنتشنزو فلوريو من بين مقاعد المشاهدين لتارغا فلوريو

فينتشنزو فلوريو (بالإيطالية: Vincenzo Florio)‏ (تولد 18 مارس 1883 - 6 يناير 1959) كان أحد الصناعيين الإيطاليين في صناعة النبيذ في صقلية ويشتهر بإقامة سباق تارغا فلوريو.

## روابط خارجية
- فينتشنزو فلوريو على موقع DriverDB.com (الإنجليزية)